# Pîlîpcea, Barîșivka
Pîlîpcea (în ucraineană Пилипча) este o comună în raionul Barîșivka, regiunea Kiev, Ucraina, formată numai din satul de reședință.

## Demografie
Componența lingvistică a comunei Pîlîpcea
     Ucraineană (98,21%)
     Rusă (1,79%)
Conform recensământului din 2001, majoritatea populației comunei Pîlîpcea era vorbitoare de ucraineană (98,21%), existând în minoritate și vorbitori de rusă (1,79%).